# David Škoch

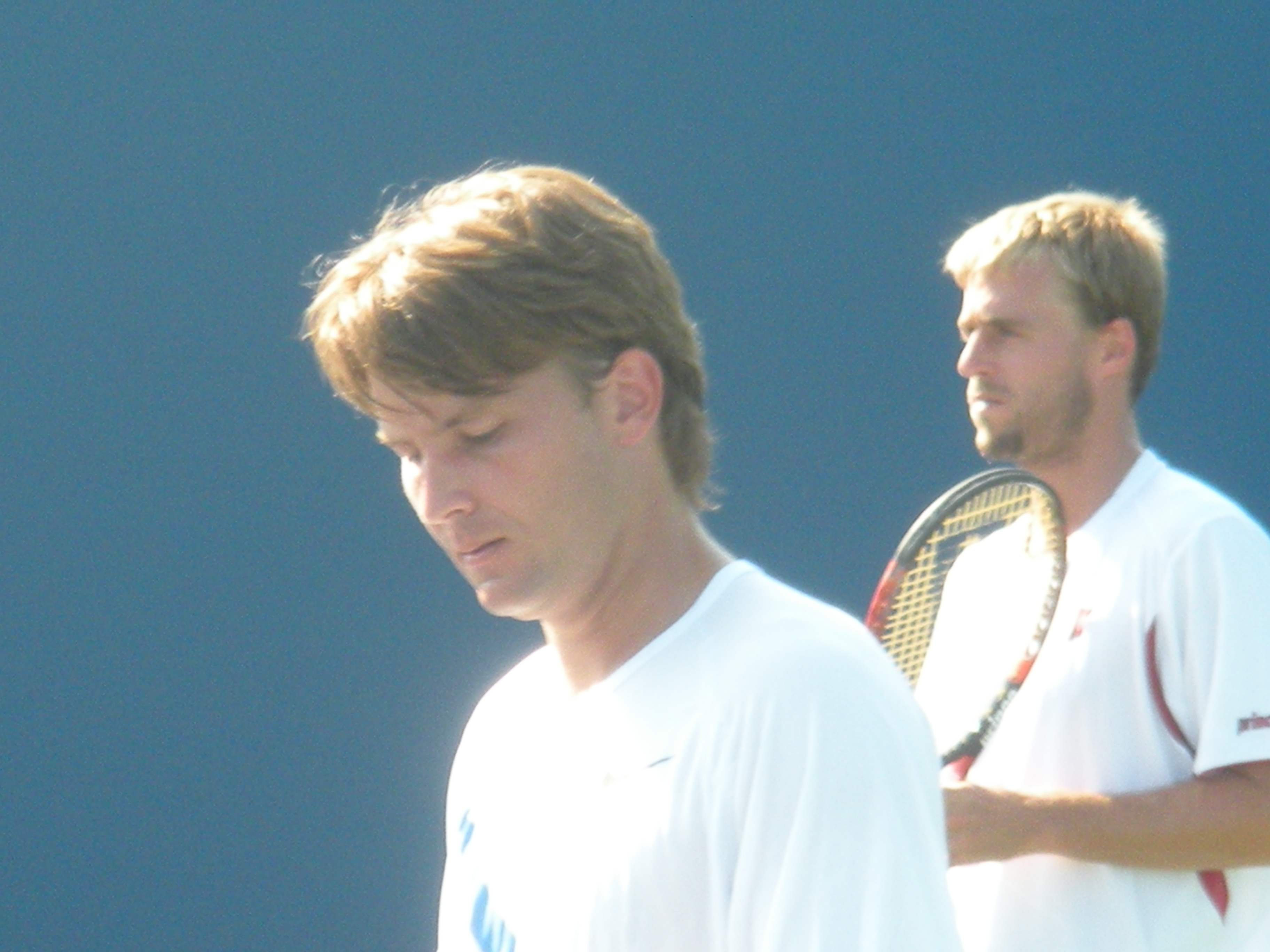
Škoch (frente) con su compañero de dobles Olivier Marach (atrás)

David Škoch (Brandys, 6 de noviembre de 1976) es un jugador profesional de tenis checo. Se especializa en dobles, en donde ha conquistado 5 títulos de ATP.

## Títulos

### Dobles
| Leyenda                |
| Grand Slam (0)         |
| Tennis Masters Cup (0) |
| ATP Masters Series (0) |
| ATP Tour (5)           |

| N.º | Fecha               | Torneo     | Superficie    | Pareja                | Oponentes en la final                | Resultado       |
| --- | ------------------- | ---------- | ------------- | --------------------- | ------------------------------------ | --------------- |
| 1.  | 18 de julio de 2004 | Amersfoort | Tierra batida | Jaroslav Levinsky     | José Acasuso Luis Horna              | 6-0 2-6 7-5     |
| 2.  | 16 de abril de 2006 | Valencia   | Tierra batida | Tomáš Zíb             | Lukas Dlouhy Pavel Vízner            | 6-4 6-3         |
| 3.  | 30 de julio de 2006 | Umag       | Tierra batida | Jaroslav Levinsky     | Guillermo García López Albert Portas | 6-4 6-4         |
| 4.  | 28 de abril de 2007 | Casablanca | Tierra batida | Jordan Kerr           | Lukasz Kubot Oliver Marach           | 7-6(4) 1-6 10-4 |
| 5.  | 4 de enero de 2008  | Doha       | Dura          | Philipp Kohlschreiber | Jeff Coetzee Wesley Moodie           | 6-4 4-6 11-9    |